# Hjalmar Davidsen
Hjalmar Davidsen, född 2 februari 1879, död 7 februari 1958, var en dansk regissör och filmproducent.

## Regi i urval
- 1914 – I stjernerne staar det skrevet
- 1915 – Fiskerlejets datter
- 1916 – Den lille danserinde
- 1919 – Skomagerprinsen
- 1920 – Skomakarprinsen

## Producent i urval
- 1910 – Afgrunden